# عملیات استشهادی
عملیات استشهادی یا عملیات شهادت‌طلبانه در نگاه گروهی از مسلمانان عملیاتی است که انجام دهنده عملیات برای براورده کردن هدف آن، با علم به قطعی بودن (یا بالا بودن احتمال) از دست دادن جان، اقدام به انجام عملیات می‌کند و نیت و چگونگی انجام عملیات با معیارهای آن گروه از مسلمانان همخوانی داشته باشد.
سیداحمد خاتمی؛ میان دو مفهوم خودکشی و استشهاد تفاوت قائل شده است و مرز بین این دو را انگیزه الهی و دفاع از اسلام دانسته است.

## واژگان
مسلمانان، شخص کشته شده در عملیات استشهادی را «شهید» می‌دانند و به کار بردن واژه انتحاری برای چنین عملیاتی را صحیح نمی‌دانند. ممکن است یک عده از مسلمانان یک عملیات واحد را استشهادی بدانند و عده دیگری چنین نظری نداشته باشند. بعضی گروه‌های تروریستی از این واژه برای عملیات‌های انتحاری خود استفاده می‌کنند، با این حال قضاوت در مورد تروریستی بودن یک عملیات استشهادی در حالت کلی دشوار است و ممکن است عملیاتی که از آن با لفظ عملیات استشهادی نام‌برده شده عملیاتی تروریستی باشد در اکثر مواقع این عمل یک عمل تروریستی است و خیلی از کشورهای جهان نیز با این عمل مخالف هستند و آن را برهم زدن امنیت و ایجاد رعب و وحشت می‌دانند و همچنین آن را ناشایست افراطی گرایانه و تروریستی می‌دانند.